# Distretto di Mullaitivu
Il distretto di Mullaitivu è un distretto dello Sri Lanka, situato nella provincia Settentrionale e che ha come capoluogo Mullaitivu.